# Brand New Me
Brand New Me è il secondo singolo estratto dal quinto album di Alicia Keys, Girl on Fire, pubblicato il 18 novembre 2012 dalla RCA Records.

## Descrizione
È stato scritto dalla stessa Keys insieme alla cantautrice scozzese Emeli Sandé. Preceduto dal singolo Girl on Fire, Brand New Me è una ballata morbida. Il testo della canzone parla di crescita personale e di diventare una nuova versione di se stessi. È stata accolta con consensi positivi da parte della critica. Alicia Keys ha eseguito il brano in diverse occasioni tra cui il Festival di iTunes del 2012 e VH1 Storytellers.

## Video
Il video, diretto da Diane Martel, è stato pubblicato il 18 dicembre 2012 sul canale VEVO della cantante.

## Classifiche
| Classifica (2012-13)  | Posizione massima |
| --------------------- | ----------------- |
| Belgio (Fiandre)      | 18                |
| Belgio (Vallonia)     | 32                |
| Israele               | 7                 |
| Italia                | 98                |
| Paesi Bassi           | 64                |
| Hot R&B/Hip-Hop Songs | 37                |